# Ennio Melis
Ennio Melis (Firenze, 7 ottobre 1926 – Roma, 21 febbraio 2005) è stato un produttore discografico italiano.
Viene considerato il padre dei cantautori italiani.

## Biografia
Dopo essersi trasferito a Roma, nel 1945 venne assunto come segretario di papa Pio XII alla Città del Vaticano, grazie a un annuncio letto su il Messaggero; nel corso dei nove anni successivi conquistò sempre di più la fiducia del Pontefice, ed uno dei suoi compiti era quello di accompagnare i giornalisti e i cineoperatori statunitensi che si recavano dal Papa, soprattutto a Castel Gandolfo.
Alla fine del 1954, poiché la Radio Corporation of America, casa madre dell'RCA Italiana (nonché proprietaria del 90 % delle azioni mentre l'altro 10 % era di proprietà del Vaticano) propose di chiudere la sede italiana, il cui bilancio era in perdita, Papa Pio XII decise di inviare uno dei suoi segretari laici, Melis, ad ispezionare gli uffici e la fabbrica assieme al conte Enrico Pietro Galeazzi, presidente della casa discografica.
Melis giudicò l'azienda non solo meritevole di essere conservata, ma anzi di essere lanciata in grande stile, valutando il settore della musica leggera come in probabile espansione negli anni futuri: su spinta di Papa Pio XII la casa madre sostituì l'ingegner Antonio Giuseppe Biondo (direttore della fabbrica di dischi) e il conte Galeazzi, precedenti responsabili dell'etichetta, con il giovane Melis che, iniziando a lavorare per la casa discografica nel novembre 1955, ne divenne ufficialmente segretario nell'aprile 1956; gli fu affiancato Giuseppe Ornato nel ruolo di Amministratore Delegato e, a partire dall'agosto 1959, di Direttore Generale.
Come direttore artistico Melis assunse Vincenzo Micocci, giovane commesso nel negozio di dischi dello zio ("Musica e radio", in via delle Convertite a Roma), segnalatogli dall'agente dell'RCA per via del quantitativo di dischi venduti (superiori alla media di altri negozi), e insieme i due rilanciarono l'etichetta scritturando alcuni nuovi artisti: Nico Fidenco, Gianni Meccia, Jimmy Fontana ed Edoardo Vianello, per cui coniarono la parola cantautore.
Inoltre venne creato uno staff di musicisti arrangiatori giovani come Ennio Morricone, Luis Bacalov, Gianni Marchetti, Bruno Zambrini, e parolieri come Franco Migliacci e Sergio Bardotti; Melis inoltre aprì anche gli studi di registrazione di proprietà dell'etichetta al km 12 della via Tiburtina, dove centralizzò tutte le attività di produzione discografica.
Nel 1961, quando Micocci lasciò l'RCA per passare alla Dischi Ricordi come direttore artistico al posto di Nanni Ricordi, Melis chiamò al suo posto proprio quest'ultimo, che portò dalla Ricordi alla RCA alcuni artisti come Gino Paoli e Sergio Endrigo; in seguito lo stesso Melis si occupò della direzione artistica, e fondò alcune etichette satelliti come la ARC, affidata a Sergio Bardotti, con cui vennero lanciati tra gli altri Patti Pravo, Lucio Dalla, The Primitives e The Rokes.
Nel 1969 si accordò con Mogol, Lucio Battisti e gli altri dirigenti della Numero Uno per la distribuzione della casa discografica, con un catalogo che, oltre allo stesso Battisti, ebbe tra gli artisti la Premiata Forneria Marconi, Bruno Lauzi, la Formula 3, Edoardo Bennato e Ivan Graziani tra gli altri.
Nel 1970 fece un accordo simile con Micocci per la distribuzione della sua casa discografica, la It, rilevandone poi alcuni artisti come Antonello Venditti e Francesco De Gregori, e creò il Cenacolo, facendo quindi crescere una generazione di cantautori lanciati dall'RCA (oltre a quelli già citati, Claudio Baglioni, Rino Gaetano, Rosalino Cellamare, Riccardo Cocciante, Edoardo De Angelis, Renzo Zenobi, Mimmo Locasciulli, Piero Ciampi, Renato Zero, Paolo Conte, Stefano Rosso, Ivano Fossati e di artisti come Gabriella Ferri, Nada, la Schola Cantorum ed Anna Oxa).
Nel 1983, avendo saputo che la BMG Ariola era interessata all'acquisto della RCA, e che quindi i dirigenti statunitensi avevano la necessità di operare una forte riduzione del personale in tutto il mondo e, quindi, anche in Italia (dove da 600 dipendenti bisognava scendere a 200), Melis decise di dimettersi e di abbandonare l'azienda, lavorando per un breve periodo alla Compagnia Generale del Disco (solo 10 anni dopo, nel 1993, tentò di reinserirsi nel mondo discografico fondando una nuova casa discografica, la THM, pubblicando due album di Renzo Zenobi).
Si dedicò quindi al giornalismo musicale, collaborando tra le altre con la rivista Ciao 2001.
Dopo una lunga malattia, morì a Roma all'età di 78 anni.
Ai suoi funerali parteciparono molti nomi noti della musica leggera italiana.